# Kanada i olympiska sommarspelen 1976
Kanada var värdnation för de olympiska sommarspelen 1976 och deltog med en trupp bestående av 385 deltagare, 261 män och 124 kvinnor, vilka deltog i 173 tävlingar i 23 sporter. Landet slutade på 27:e plats i medaljligan, med fem silvermedaljer och sex bronsmedaljer. Kanada blev den första värdnationen som inte tog en enda guldmedalj.

## Medaljer
| Medalj | Namn                                                   | Sport      | Gren                       |
| ------ | ------------------------------------------------------ | ---------- | -------------------------- |
| 2      | Greg Joy                                               | Friidrott  | Herrarnas höjdhopp         |
| 2      | John Wood                                              | Kanotsport | Herrarnas C-1 500 meter    |
| 2      | Michel Vaillancourt                                    | Ridsport   | Individuell hoppning       |
| 2      | Cheryl Gibson                                          | Simning    | Damernas 400 m medley      |
| 2      | Stephen Pickell Graham Smith Clay Evans Gary MacDonald | Simning    | Herrarnas 4 x 100 m medley |
| 3      | Shannon Smith                                          | Simning    | Damernas 400 m frisim      |
| 3      | Nancy Garapick                                         | Simning    | Damernas 100 m ryggsim     |
| 3      | Nancy Garapick                                         | Simning    | Damernas 200 m ryggsim     |
| 3      | Becky Smith                                            | Simning    | Damernas 400 m medley      |
| 3      | Becky Smith Gail Amundrud Barbara Clark Anne Jardin    | Simning    | Damernas 4 x 100 m frisim  |
| 3      | Susan Sloan Robin Corsiglia Wendy Hogg Anne Jardin     | Simning    | Damernas 4 x 100 m medley  |

## Boxning
Lätt flugvikt
- Sidney McKnight
  1. Första omgången — Förlorade mot Li Byong-Uk (PRK), KO-1

Flugvikt
- Ian Clyde
  1. Första omgången — Bye
  2. Andra omgången — Besegrade Alick Chiteule (ZAM), walk-over
  3. Tredje omgången — Besegrade Charlie Magri (GBR), KO-3
  4. Kvartsfinal — Förlorade mot Ramón Duvalón (CUB), 0:5

Bantamvikt
- Chris Ius
  1. Första omgången — Bye
  2. Andra omgången — Besegrade Mohamed Ayele (ETH), walk-over
  3. Tredje omgången — Förlorade mot Weerachart Saturngrun (THA), 0:5

Fjädervikt
- Camille Huard
  1. Första omgången — Bye
  2. Andra omgången — Besegrade Bachir Koual (ALG), walk-over
  3. Tredje omgången — Förlorade mot Leszek Kosedowski (POL), 0:5

Lätt weltervikt
- Chris Clarke
  1. Första omgången — Bye
  2. Andra omgången — Defeated Lasse Friman (FIN), 5:0
  3. Tredje omgången — Förlorade mot József Nagy (HUN), RSC-3

Weltervikt
- Carmen Rinke
  1. Första omgången — Bye
  2. Andra omgången — Besegrade Kenneth Bristol (GUY), walk-over
  3. Tredje omgången — Besegrade Yoshioki Seki (JPN), 4:1
  4. Kvartsfinal — Förlorade mot Jochen Bachfeld (GDR), 0:5

Lätt mellanvikt
- Michael Prevost
  1. Första omgången — Förlorade mot Vasile Didea (ROM), DSQ-3

Mellanvikt
- Bryan Gibson
  1. Första omgången — Förlorade mot Bernd Wittenburg (GDR), KO-3

Lätt tungvikt
- Roger Fortin
  1. Första omgången — Förlorade mot Anatolij Klimanov (URS), 0:5

## Bågskytte
Damernas individuella tävling
- Lucille Lemay – 2401 poäng (→ 5:e plats)
- Wanda Allen – 2303 poäng (→ 16:e plats)

Herrarnas individuella tävling
- Dave Mann – 2431 poäng (→ 7:e plats)
- Edward Gamble – 2362 poäng (→ 16:e plats)

## Cykling
Herrarnas linjelopp
- Pierre Harvey — 4:49:01 (→ 24:e plats)
- Gilles Durand — 5:03:13 (→ 54:e plats)
- Tom Morris — fullföljde inte (→ ingen placering)
- Brian Chewter — fullföljde inte (→ ingen placering)

Herrarnas lagtempolopp
- Brian Chewter
- Marc Blouin
- Serge Proulx
- Tom Morris

Herrarnas sprint
- Jocelyn Lovell — 1:08,852 (→ 13:e plats)

Herrarnas tempolopp
- Gordon Singleton — 17:e plats

Herrarnas lagförföljelse
- Ron Hayman
- Jocelyn Lovell
- Adrian Prosser
- Hugh Walton

## Friidrott
Herrarnas 5 000 meter
- Grant McLaren
  - Heat — 13:46,40 (→ gick inte vidare)

Herrarnas 10 000 meter
- Dan Shaughnessy
- Chris McCubbins

Herrarnas 4 x 100 meter
- Hugh Spooner, Marvin Nash, Albin Dukowski och Hugh Fraser
  - Heat — 39,72s
  - Semi Final — 39,46s
  - Final — 39,47s (→ 8:e plats)

Herrarnas 4 x 400 meter
- Ian Seale, Don Domansky, Leighton Hope och Brian Saunders
  - Heat — 3:03,89
  - Final — 3:02,64 (→ 4:e plats)

Herrarnas maraton
- Jerome Drayton — 2:13:30 (→ 6:e plats)
- Tom Howard — 2:22:08 (→ 30:e plats)
- Wayne Yetman — 2:24:17 (→ 36:e plats)

Herrarnas höjdhopp
- Greg Joy
  - Kval — 2,16m
  - Final — 2,23m (→  Silver)
- Claude Ferragne
  - Kval — 2,16m
  - Final — 2,14m (→ 12:e plats)
- Robert Forget
  - Kval — 2,05m (→ gick inte vidare)

Herrarnas längdhopp
- Richard Rock
  - Kval — 7,57m (→ gick inte vidare)
- Jim Buchanan
  - Kval — 7,49m (→ gick inte vidare)
- Jim McAndrew
  - Kval — 7,48m (→ gick inte vidare)

Herrarnas diskuskastning
- Ain Roost
  - Kval — 56,56m (→ gick inte vidare)
- Borys Chambul
  - Kval — 55,86m (→ gick inte vidare)
- Bishop Dolegiewicz
  - Kval — NM (→ gick inte vidare)

Herrarnas 20 km gång
- Marcel Jobin — 1:34:33 (→ 23:e plats)
- Pat Farrelly — 1:41:36 (→ 33:e plats)
- Alex Oakley — 1:44:08 (→ 35:e plats)

Damernas kulstötning
- Lucette Moreau
  - Final — 15,48 m (→ 13:e plats)

## Fäktning
Herrarnas florett
- Michel Dessureault
- Lehel Fekete

Herrarnas värja
- Alain Dansereau
- George Varaljay
- Geza Tatrallyay

Herrarnas lagtävling i värja
- Alain Dansereau, Michel Dessureault, Geza Tatrallyay, George Varaljay

Herrarnas sabel
- Marc Lavoie
- Eli Sukunda
- Peter Urban

Herrarnas lagtävling i sabel
- Marc Lavoie, Peter Urban, Imre Nagy, Eli Sukunda

Damernas florett
- Chantal Payer
- Donna Hennyey
- Susan Stewart

Damernas lagtävling i florett
- Fleurette Campeau, Susan Stewart, Donna Hennyey, Chantal Payer

## Judo
Herrarnas lättvikt
- Brad Farrow

Herrarnas halv mellanvikt
- Wayne Erdman

Herrarnas mellanvikt
- Rainer Fischer

Herrarnas halv tungvikt
- Joseph Meli

Herrarnas öppna viktklass
- Tom Greenway

## Modern femkamp
Herrarnas individuella tävling
- John Hawes
- George Skene
- Jack Alexander

Herrarnas lagtävling
- John Hawes
- George Skene
- Jack Alexander

## Simning
38 deltagare representerade Kanada i simningen, i totalt 26 tävlingar. De tog två silver och sex brons.
Damer
| Tävlande                                                           | Gren               | Heat    | Heat      | Semifinal | Semifinal | Final            | Final            |
| Tävlande                                                           | Gren               | Tid     | Placering | Tid       | Placering | Tid              | Placering        |
| ------------------------------------------------------------------ | ------------------ | ------- | --------- | --------- | --------- | ---------------- | ---------------- |
| Barbara Clark                                                      | 100 m frisim       | 58.29   | 2 Q       | 57.72     | 4         | Gick inte vidare | Gick inte vidare |
| Gail Amundrud                                                      | 100 m frisim       | 58.01   | 2 Q       | 58.10     | 5         | Gick inte vidare | Gick inte vidare |
| Anne Jardin                                                        | 100 m frisim       | 57.61   | 1 Q       | 57.78     | 6         | Gick inte vidare | Gick inte vidare |
| Gail Amundrud                                                      | 200 m frisim       | 2:03.85 | 1 Q       | i.u.      | i.u.      | 2:03.32          | 5                |
| Debbie Clarke                                                      | 200 m frisim       | 2:05.10 | 2         | i.u.      | i.u.      | Gick inte vidare | Gick inte vidare |
| Anne Jardin                                                        | 200 m frisim       | 2:05.28 | 3         | i.u.      | i.u.      | Gick inte vidare | Gick inte vidare |
| Shannon Smith                                                      | 400 m frisim       | 4:16.70 | 2 Q       | i.u.      | i.u.      | 4:14.60          | 3                |
| Wendy Quirk                                                        | 400 m frisim       | 4:19.69 | 2         | i.u.      | i.u.      | Gick inte vidare | Gick inte vidare |
| Wendy Lee                                                          | 400 m frisim       | 4:20.16 | 3         | i.u.      | i.u.      | Gick inte vidare | Gick inte vidare |
| Shannon Smith                                                      | 800 m frisim       | 8:52.66 | 2 Q       | i.u.      | i.u.      | 8:48.15          | 6                |
| Lisa Geary                                                         | 800 m frisim       | 8:56.49 | 3         | i.u.      | i.u.      | Gick inte vidare | Gick inte vidare |
| Wendy Quirk                                                        | 800 m frisim       | 8:53.93 | 4         | i.u.      | i.u.      | Gick inte vidare | Gick inte vidare |
| Gail Amundrud Barbara Clark Becky Smith Anne Jardin Debbie Clarke* | 4x100 meter frisim | 3:49.69 | 2 Q       | i.u.      | i.u.      | 3:48.81          | 3                |
| Nancy Garapick                                                     | 100 m ryggsim      | 1:03.28 | 1 Q       | 1:03.75   | 1 Q       | 1:03.71          | 3                |
| Wendy Hogg                                                         | 100 m ryggsim      | 1:04.31 | 2 Q       | 1:04.17   | 3 Q       | 1:03.93          | 4                |
| Cheryl Gibson                                                      | 100 m ryggsim      | 1:05.64 | 3 Q       | 1:04.89   | 3 Q       | 1:05.16          | 5                |
| Nancy Garapick                                                     | 200 m ryggsim      | 2:16.49 | 1 Q       | i.u.      | i.u.      | 2:15.60          | 3                |
| Wendy Hogg                                                         | 200 m ryggsim      | 2:17.30 | 2 Q       | i.u.      | i.u.      | 2:17.95          | 8                |
| Cheryl Gibson                                                      | 200 m ryggsim      | 2:20.14 | 2         | i.u.      | i.u.      | Gick inte vidare | Gick inte vidare |
| Robin Corsiglia                                                    | 100 m bröstsim     | 1:14.14 | 1 Q       | 1:14.56   | 4         | Gick inte vidare | Gick inte vidare |
| Joann Baker                                                        | 100 m bröstsim     | 1:15.55 | 3 Q       | 1:15.20   | 7         | Gick inte vidare | Gick inte vidare |
| Lisa Borsholt                                                      | 100 m bröstsim     | 1:15.05 | 2 Q       | 1:15.41   | 8         | Gick inte vidare | Gick inte vidare |
| Joann Baker                                                        | 200 m bröstsim     | 2:39.27 | 2         | i.u.      | i.u.      | Gick inte vidare | Gick inte vidare |
| Lisa Borsholt                                                      | 200 m bröstsim     | 2:39.94 | 3         | i.u.      | i.u.      | Gick inte vidare | Gick inte vidare |
| Melanie MacKay                                                     | 200 m bröstsim     | 2:45.08 | 4         | i.u.      | i.u.      | Gick inte vidare | Gick inte vidare |
| Wendy Quirk                                                        | 100 m fjäril       | 1:01.93 | 1 Q       | 1:01.54   | 3 Q       | 1:01.75          | 6                |
| Hélène Boivin                                                      | 100 m fjäril       | 1:02.67 | 1 Q       | 1:02.90   | 4         | Gick inte vidare | Gick inte vidare |
| Susan Sloan                                                        | 100 m fjäril       | 1:03.12 | 2 Q       | 1:02.91   | 5         | Gick inte vidare | Gick inte vidare |
| Wendy Quirk                                                        | 200 m fjäril       | 2:14.30 | 2 Q       | i.u.      | i.u.      | 2:13.68          | 5                |
| Cheryl Gibson                                                      | 200 m fjäril       | 2:14.65 | 3 Q       | i.u.      | i.u.      | 2:13.91          | 6                |
| Becky Smith                                                        | 200 m fjäril       | 2:15.79 | 2         | i.u.      | i.u.      | Gick inte vidare | Gick inte vidare |
| Cheryl Gibson                                                      | 400 m medley       | 4:55.30 | 2 Q       | i.u.      | i.u.      | 4:48.10          | 2                |
| Becky Smith                                                        | 400 m medley       | 4:52.90 | 1 Q       | i.u.      | i.u.      | 4:50.48          | 3                |
| Joann Baker                                                        | 400 m medley       | 4:58.86 | 2 Q       | i.u.      | i.u.      | 5:00.19          | 7                |
| Susan Sloan Robin Corsiglia Wendy Hogg Anne Jardin Debbie Clarke*  | 4x100 meter medley | 4:20.10 | 1 Q       | i.u.      | i.u.      | 4:15.22          | 3                |

Herrar
| Tävlande                                                             | Gren               | Heat     | Heat      | Semifinal        | Semifinal        | Final            | Final            |
| Tävlande                                                             | Gren               | Tid      | Placering | Tid              | Placering        | Tid              | Placering        |
| -------------------------------------------------------------------- | ------------------ | -------- | --------- | ---------------- | ---------------- | ---------------- | ---------------- |
| Steve Pickell                                                        | 100 m frisim       | 52.65    | 2 Q       | 52.89            | 6                | Gick inte vidare | Gick inte vidare |
| Gary MacDonald                                                       | 100 m frisim       | 52.91    | 3 Q       | 52.96            | 6                | Gick inte vidare | Gick inte vidare |
| Bruce Robertson                                                      | 100 m frisim       | 53.37    | 3         | Gick inte vidare | Gick inte vidare | Gick inte vidare | Gick inte vidare |
| Bill Sawchuk                                                         | 200 m frisim       | 1:54.07  | 2         | i.u.             | i.u.             | Gick inte vidare | Gick inte vidare |
| James Hett                                                           | 200 m frisim       | 1:55.58  | 3         | i.u.             | i.u.             | Gick inte vidare | Gick inte vidare |
| Steve Badger                                                         | 200 m frisim       | 1:53.86  | 3         | i.u.             | i.u.             | Gick inte vidare | Gick inte vidare |
| Steve Badger                                                         | 400 m frisim       | 4:00.14  | 2 Q       | i.u.             | i.u.             | 4:20.83          | 8                |
| Bill Sawchuk                                                         | 400 m frisim       | 4:02.18  | 2         | i.u.             | i.u.             | Gick inte vidare | Gick inte vidare |
| Tom Alexander                                                        | 400 m frisim       | 4:05.63  | 3         | i.u.             | i.u.             | Gick inte vidare | Gick inte vidare |
| Paul Midgley                                                         | 1500 m frisim      | 15:49.78 | 3         | i.u.             | i.u.             | Gick inte vidare | Gick inte vidare |
| Michael Ker                                                          | 1500 m frisim      | 15:58.07 | 4         | i.u.             | i.u.             | Gick inte vidare | Gick inte vidare |
| Steve Badger Bill Sawchuk Steve Pickell James Hett                   | 4x200 meter frisim | DQ       | DQ        | i.u.             | i.u.             | Gick inte vidare | Gick inte vidare |
| Steve Pickell                                                        | 100 m ryggsim      | 59.65    | 3 Q       | 58.21            | 5                | Gick inte vidare | Gick inte vidare |
| Steve Hardy                                                          | 100 m ryggsim      | 1:00.69  | 4         | Gick inte vidare | Gick inte vidare | Gick inte vidare | Gick inte vidare |
| Mike Scarth                                                          | 100 m ryggsim      | 1:01.33  | 6         | Gick inte vidare | Gick inte vidare | Gick inte vidare | Gick inte vidare |
| Daryl Skilling                                                       | 200 m ryggsim      | 2:07.77  | 2         | i.u.             | i.u.             | Gick inte vidare | Gick inte vidare |
| Steve Hardy                                                          | 200 m ryggsim      | 2:08.56  | 3         | i.u.             | i.u.             | Gick inte vidare | Gick inte vidare |
| Mike Scarth                                                          | 200 m ryggsim      | 2:07.16  | 3         | i.u.             | i.u.             | Gick inte vidare | Gick inte vidare |
| Graham Smith                                                         | 100 m bröstsim     | 1:05.19  | 1 Q       | 1:03.92          | 2 Q              | 1:04.26          | 4                |
| Mel Zajac                                                            | 100 m bröstsim     | 1:08.52  | 6         | Gick inte vidare | Gick inte vidare | Gick inte vidare | Gick inte vidare |
| Graham Smith                                                         | 200 m bröstsim     | 2:22.24  | 1 Q       | i.u.             | i.u.             | 2:19.42          | 4                |
| Dave Heinbuch                                                        | 200 m bröstsim     | 2:25.29  | 4         | i.u.             | i.u.             | Gick inte vidare | Gick inte vidare |
| Clay Evans                                                           | 100 m fjäril       | 55.65    | 2 Q       | 55.86            | 4 Q              | 55.81            | 6                |
| Steve Pickell                                                        | 100 m fjäril       | 56.59    | 3 Q       | 56.66            | 6                | Gick inte vidare | Gick inte vidare |
| Bruce Robertson                                                      | 100 m fjäril       | 57.06    | 2 Q       | 56.72            | 6                | Gick inte vidare | Gick inte vidare |
| George Nagy                                                          | 200 m fjäril       | 2:03.33  | 2         | i.u.             | i.u.             | Gick inte vidare | Gick inte vidare |
| Doug Martin                                                          | 200 m fjäril       | 2:06.81  | 4         | i.u.             | i.u.             | Gick inte vidare | Gick inte vidare |
| Bruce Rogers                                                         | 200 m fjäril       | 2:04.51  | 4         | i.u.             | i.u.             | Gick inte vidare | Gick inte vidare |
| Graham Smith                                                         | 400 m medley       | 4:31.29  | 2 Q       | i.u.             | i.u.             | 4:28.64          | 5                |
| Andy Ritchie                                                         | 400 m medley       | 4:31.34  | 2 Q       | i.u.             | i.u.             | 4:29.87          | 7                |
| Bill Sawchuk                                                         | 400 m medley       | 4:32.65  | 2         | i.u.             | i.u.             | Gick inte vidare | Gick inte vidare |
| Steve Pickell Graham Smith Clay Evans Gary MacDonald Bruce Robertson | 4x100 meter medley | 3:50.61  | 1 Q       | i.u.             | i.u.             | 3:45.94          | 2                |